# Valsa pustulata
Valsa pustulata är en svampart som beskrevs av Auersw. 1870. Valsa pustulata ingår i släktet Valsa och familjen Valsaceae.   Inga underarter finns listade i Catalogue of Life.